# لوكاس فيافانيز
لوكاس مارتن فيافانيز (بالإسبانية: Lucas Martín Villafáñez) هو لاعب كرة قدم أرجنتيني في مركز الوسط المهاجم ولد في يوم 4 أكتوبر 1991 في مدينة كومودورو ريفادافيا في الأرجنتين، يلعب حالياً مع نادي باناثينايكوس وسبق له اللعب مع كوميشون إنفانتيليس وإنديبندينتي وهوراكان ونادي بانتليكوس ولعب مع منتخب الأرجنتين تحت 21 سنة ويبلغ طوله 171 سم.

## روابط خارجية
- لوكاس فيافانيز على موقع اتحاد تركيا (لاعب) (الإنجليزية)
- لوكاس فيافانيز على موقع قاعدة بيانات كرة القدم.إي يو (الإنجليزية)
- لوكاس فيافانيز على موقع Soccerway.com (الإنجليزية)
- لوكاس فيافانيز على موقع عالم كرة القدم.نت (الإنجليزية)
- لوكاس فيافانيز على موقع AS.com (الإسبانية)